# Otto Eichhorn (Verwaltungsjurist)
Otto Georg Friedrich Eichhorn (* 14. April 1884 in Lennep; † 16. Januar 1966 in Tübingen) war ein preußischer Verwaltungsjurist und wirkte als Landrat im Kreis Waldbröl von 1919 bis 1932 und anschließend im Landkreis Verden bis 1933.

## Leben

### Herkunft und Ausbildung
Otto Eichhorn war der Sohn des zuletzt als Amtsgerichtsrat in Köln tätigen Friedrich Eichhorn (gestorben dort am 9. Juni 1901) und dessen Ehefrau Elisabeth (Elise) Eichhorn, geborene Hentzen (1862–1946). Er besuchte in Köln das Apostelgymnasium, das er 1903 mit Ablegung der Reifeprüfung verließ, um nachfolgend in Tübingen, Berlin und Bonn von 1903 bis 1906 Rechts- und Staatswissenschaften zu studieren. Mit Ablegung der ersten juristischen Staatsprüfung am 14. Juli 1906 erhielt Eichhorn am 26. Juli seine Ernennung zum Gerichtsreferendar. Nach bestandener großen Staatsprüfung vom 4. November 1911 folgte dann seine Ernennung zum Regierungsassessor. In dieser Funktion fand er zunächst Einsatz beim Landratsamt Apenrade und schließlich ab November 1913 bei dem Landratsamt des Landkreises Osthavelland in Nauen. Dort erhielt er auch am 11. März 1918 seine Ernennung zum Regierungsrat, ehe er im Dezember 1918 zur weiteren Beschäftigung an die Preußische Regierung Gumbinnen überwiesen wurde.

### Werdegang
In der Nachfolge des zum 1. Juli 1919 beurlaubten und zum 1. Oktober in den Ruhestand versetzten langjährigen Landrats des Kreises Waldbröl, Hermann Gerdes, wurde Eichhorn zum 1. Juli 1919 kommissarisch mit der Verwaltung des Kreises beauftragt. Nach seiner definitiven Ernennung im Mai 1920 verblieb er in diesem Amt bis zur Auflösung des Kreises Waldbröl zum 1. Oktober 1932. In gleicher Stellung und ebenfalls zum 1. Oktober erhielt dann Eichhorn seine Umsetzung an das Landratsamt des neugebildeten Landkreises Verden, wo er nach der zwischenzeitlich erfolgten Machtergreifung durch die Nationalsozialisten am 15. Juni 1933 in den einstweiligen Ruhestand versetzt wurde. Aus diesem wurde er nach nur wenigen Wochen wieder in den aktiven Dienst übernommen und im August 1933 an die Regierung Kassel überwiesen, wo er ab September 1935 eine Stelle als Regierungsrat besetzte und zum 1. August 1939 die Ernennung zum Oberregierungsrat erhielt. Als Regierungsdirektor wurde Eichhorn dort mit Wirkung vom 1. Mai 1949 in den Ruhestand versetzt.
1953 wurde er mit dem Bundesverdienstkreuz am Bande ausgezeichnet.

## Familie
Der Protestant Otto Eichhorn heiratete am 29. Dezember 1933 in Warthausen Elisabeth Anna Alexandrine Freiin Koenig von und zu Warthausen (geboren 4. Januar 1901 in Leutkirch), Tochter des württembergischen Oberamtsrichters Hans Koenig von und zu Warthausen und dessen Ehefrau Ella Koenig von und zu Warthausen, geborene von Neubronner.